# Prva nogometna liga 2025-2026
La Prva nogometna liga 2025-2026, abbreviata in 1. NL 2025-2026 (In italiano: Prima lega calcistica 2025-26), è la 35ª edizione della seconda divisione, la ventesima consecutiva a girone unico, del campionato di calcio croato.
Si tratta della quarta edizione con il nome di 1.NL,  in seguito alla riorganizzazione del sistema calcistico in Croazia, dopo che aveva portato il nome di Druga hrvatska nogometna liga, abbreviata in 2. HNL, dal 1992 al 2022.

## Stagione

### Novità
Dalla stagione precedente è stato promosso in HNL il Vukovar, mentre è stato escluso, dopo la seconda rinuncia a presentarsi ad una partita, lo Zrinski Osječko.
Dalla HNL non è stato retrocesso nessuno, poiché il Sebenico non ha ottenuto la licenza, mentre dalla 2. NL sono state promosse Hrvace e Karlovac. Il Dugopolje, penultimo in campionato, non ha dovuto disputare lo spareggio contro il Karlovac (secondo nella serie inferiore), grazie al posto libero lasciato dal Sebenico.

#### Proposta ampliamento dell'organico
La Federcalcio croata aveva proposto di aumentare l'organico della seconda divisione per questa stagione a 16 partecipanti, per includere le seconde squadre di Dinamo e Hajduk. Sarebbe servito il consenso di tutti i club, ma non è stato raggiunto, quindi la proposta è stata rigettata.
Dato che, per le modifiche nell'organico dei campionati, serve un preannuncio di 12 mesi, era necessario il consenso di tutti i club.
- La prima opzione prevedeva che Dinamo "B" e Hajduk "B" pagassero 500mila euro a testa, IVA inclusa, e non potessero retrocedere. Questi soldi dell'iscrizione sarebbero stati divisi fra le altre compagini del campionato, 57mila euro a club. L'unico club ad opporsi è stato il Rudeš, in nome della regolarità del campionato.
- La seconda opzione prevedeva che Dinamo "B" e Hajduk "B" si iscrivessero senza pagare nulla e che potessero retrocedere. Qui si sono opposti molti club, dato che in tasca non gli arrivava nulla.

Se l'aumento dell'organico fosse stato accettato, dalla 2. NL 2025-26 sarebbero state ripescate Mladost Ždralovi e Bjelovar.

### Formula
- Le 12 squadre disputano 33 giornate, al termine delle quali:
  - La prima classificata viene promossa in HNL 2026-27 se ottiene la licenza.
  - L'ultima classificata retrocede in 2. NL 2026-27, mentre la penultima disputa uno spareggio contro la seconda classificata della 2. NL 2025-26.

### Calendario
Le 12 partecipanti disputano un girone andata-ritorno (in croato Prvi dio), al termine delle 22 giornate ne disputano ancora 11 (Drugi dio) secondo uno schema prefissato (qui sotto riportato) per un totale di 33 giornate.
| Giornate | Giornate                               | Giornate                               | Giornate                               | Giornate                               | Giornate                               | Giornate                               | Giornate                               | Giornate                               | Giornate                               | Giornate                               |
| --- | -------------------------------------- | -------------------------------------- | -------------------------------------- | -------------------------------------- | -------------------------------------- | -------------------------------------- | -------------------------------------- | -------------------------------------- | -------------------------------------- | -------------------------------------- |
| 23ª | 24ª                                    | 25ª                                    | 26ª                                    | 27ª                                    | 28ª                                    | 29ª                                    | 30ª                                    | 31ª                                    | 32ª                                    | 33ª                                    |
| 1 – 12 2 – 11 3 – 10 4 – 9 5 – 8 6 – 7 | 6 – 12 7 – 5 8 – 4 9 – 3 10 – 2 11 – 1 | 1 – 10 2 – 9 3 – 8 4 – 7 5 – 6 12 – 11 | 5 – 12 6 – 4 7 – 3 8 – 2 9 – 1 10 – 11 | 1 – 8 2 – 7 3 – 6 4 – 5 11 – 9 12 – 10 | 4 – 12 5 – 3 6 – 2 7 – 1 8 – 11 9 – 10 | 1 – 6 2 – 5 3 – 4 10 – 8 11 – 7 12 – 9 | 3 – 12 4 – 2 5 – 1 6 – 11 7 – 10 8 – 9 | 1 – 4 2 – 3 9 – 7 10 – 6 11 – 5 12 – 8 | 2 – 12 3 – 1 4 – 11 5 – 10 6 – 9 7 – 8 | 1 – 2 8 – 6 9 – 5 10 – 4 11 – 3 12 – 7 |
| I numeri rappresentano le squadre dopo la 22ª giornata. Per le prime 6 classificate i numeri corrispondono alle posizioni, per le altre 6 sono invertiti (la 7ª ha il numero 12, la 8ª l'11, la 9ª il 10, etc.) |                                        |                                        |                                        |                                        |                                        |                                        |                                        |                                        |                                        |                                        |

## Squadre partecipanti
| Squadr               | Sede                     | Stadio                                               | Stagione 2024-25 | Stagione 2024-25 |
| Squadr               | Sede                     | Stadio                                               | Pos.             | Divisione        |
| -------------------- | ------------------------ | ---------------------------------------------------- | ---------------- | ---------------- |
| NK Opatija           | Abbazia                  | Stadion Opatija Stadio Cantrida di Fiume             | 2º               | 1. NL            |
| HNK Orijent 1919     | Sussak, Fiume            | Stadio Krimeja                                       | 3º               | 1. NL            |
| NK Sesvete           | Sesvete, Zagabria        | Stadion sveti Josip Radnik                           | 4º               | 1. NL            |
| HNK Cibalia          | Vinkovci                 | Stadio Cibalia                                       | 5º               | 1. NL            |
| NK Dubrava Tim Kabel | Gornja Dubrava, Zagabria | ŠRC Grana-Klaka ŠRC Peščenica                        | 6º               | 1. NL            |
| NK BSK               | Bijelo Brdo, Erdut       | Igralište BSK                                        | 7º               | 1. NL            |
| NK Croatia Zmijavci  | Zmijavci                 | ŠRC Marijan Šuto Mrma                                | 8º               | 1. NL            |
| NK Rudeš             | Rudeš, Zagabria          | ŠC Rudeš                                             | 9º               | 1. NL            |
| NK Jarun             | Jarun, Zagabria          | Stadion NK Jarun Stadio Ivan Laljak-Ivić di Zaprešić | 10º              | 1. NL            |
| NK Dugopolje         | Dugopoglie               | ŠRC Hrvatskih vitezova                               | 11º              | 1. NL            |
| NK Hrvace            | Ervazza                  | Gradski stadion                                      | 1º               | 2. NL            |
| NK Karlovac 1919     | Karlovac                 | Stadion Branko Čavlović-Čavlek                       | 2º               | 2. NL            |

## Classifica
|  | Pos. | Squadra          | Pt | G | V | N | P | GF | GS | DR |
|  | ---- | ---------------- | -- | - | - | - | - | -- | -- | -- |
|  | 1.   | BSK Bijelo Brdo  | 0  | 0 | 0 | 0 | 0 | 0  | 0  | 0  |
|  | 2.   | Cibalia          | 0  | 0 | 0 | 0 | 0 | 0  | 0  | 0  |
|  | 3.   | Croatia Zmijavci | 0  | 0 | 0 | 0 | 0 | 0  | 0  | 0  |
|  | 4.   | Dubrava          | 0  | 0 | 0 | 0 | 0 | 0  | 0  | 0  |
|  | 5.   | Dugopolje        | 0  | 0 | 0 | 0 | 0 | 0  | 0  | 0  |
|  | 6.   | Hrvace           | 0  | 0 | 0 | 0 | 0 | 0  | 0  | 0  |
|  | 7.   | Jarun            | 0  | 0 | 0 | 0 | 0 | 0  | 0  | 0  |
|  | 8.   | Karlovac         | 0  | 0 | 0 | 0 | 0 | 0  | 0  | 0  |
|  | 9.   | Opatija          | 0  | 0 | 0 | 0 | 0 | 0  | 0  | 0  |
|  | 10.  | Orijent          | 0  | 0 | 0 | 0 | 0 | 0  | 0  | 0  |
|  | 11.  | Rudeš            | 0  | 0 | 0 | 0 | 0 | 0  | 0  | 0  |
|  | 12.  | Sesvete          | 0  | 0 | 0 | 0 | 0 | 0  | 0  | 0  |

Legenda:
      Promossa in HNL 2026-2027.
  Allo spareggio contro la seconda classificata della 2. NL 2025-2026.
      Retrocessa in 2. NL 2026-2027.
      Esclusa dal campionato.
Regolamento:

Tre punti a vittoria, uno a pareggio, zero a sconfitta.
In caso di arrivo di due o più squadre a pari punti, la graduatoria viene stilata secondo la classifica avulsa tra le squadre interessate.

## Risultati

### Tabellone
|                  | BSK  | CIB  | CRO  | DUB  | DUG  | HRV  | JAR  | KAR  | OPA  | ORI  | RUD  | SES  |
| ---------------- | ---- | ---- | ---- | ---- | ---- | ---- | ---- | ---- | ---- | ---- | ---- | ---- |
| BSK Bijelo Brdo  | –––– | -    | -    | -    | -    | -    | -    | -    | -    | -    | -    | -    |
| BSK Bijelo Brdo  | –––– | —    | —    | —    | —    | —    | —    | —    | —    | —    | —    | —    |
| Cibalia          | -    | –––– | -    | -    | -    | -    | -    | -    | -    | -    | -    | -    |
| Cibalia          | —    | –––– | —    | —    | —    | —    | —    | —    | —    | —    | —    | —    |
| Croatia Zmijavci | -    | -    | –––– | -    | -    | -    | -    | -    | -    | -    | -    | -    |
| Croatia Zmijavci | —    | —    | –––– | —    | —    | —    | —    | —    | —    | —    | —    | —    |
| Dubrava          | -    | -    | -    | –––– | -    | -    | -    | -    | -    | -    | -    | -    |
| Dubrava          | —    | —    | —    | –––– | —    | —    | —    | —    | —    | —    | —    | —    |
| Dugopolje        | -    | -    | -    | -    | –––– | -    | -    | -    | -    | -    | -    | -    |
| Dugopolje        | —    | —    | —    | —    | –––– | —    | —    | —    | —    | —    | —    | —    |
| Hrvace           | -    | -    | -    | -    | -    | –––– | -    | -    | -    | -    | -    | -    |
| Hrvace           | —    | —    | —    | —    | —    | –––– | —    | —    | —    | —    | —    | —    |
| Jarun            | -    | -    | -    | -    | -    | -    | –––– | -    | -    | -    | -    | -    |
| Jarun            | —    | —    | —    | —    | —    | —    | –––– | —    | —    | —    | —    | —    |
| Karlovac         | -    | -    | -    | -    | -    | -    | -    | –––– | -    | -    | -    | -    |
| Karlovac         | —    | —    | —    | —    | —    | —    | —    | –––– | —    | —    | —    | —    |
| Opatija          | -    | -    | -    | -    | -    | -    | -    | -    | –––– | -    | -    | -    |
| Opatija          | —    | —    | —    | —    | —    | —    | —    | —    | –––– | —    | —    | —    |
| Orijent          | -    | -    | -    | -    | -    | -    | -    | -    | -    | –––– | -    | -    |
| Orijent          | —    | —    | —    | —    | —    | —    | —    | —    | —    | –––– | —    | —    |
| Rudeš            | -    | -    | -    | -    | -    | -    | -    | -    | -    | -    | –––– | -    |
| Rudeš            | —    | —    | —    | —    | —    | —    | —    | —    | —    | —    | –––– | —    |
| Sesvete          | -    | -    | -    | -    | -    | -    | -    | -    | -    | -    | -    | –––– |
| Sesvete          | —    | —    | —    | —    | —    | —    | —    | —    | —    | —    | —    | –––– |

### Calendario 1ª-22ª
| Andata (1ª) | Andata (1ª) | 1ª giornata                | Ritorno (12ª) | Ritorno (12ª) |
|             |             |                            |               |               |
| 16 agosto   | _-_         | Dubrava - Croatia Zmijavci | _-_           | 25 ottobre    |
| 16 agosto   | _-_         | Karlovac - Jarun           | _-_           | 25 ottobre    |
| 16 agosto   | _-_         | Dugopolje - Orijent        | _-_           | 25 ottobre    |
| 16 agosto   | _-_         | Hrvace - Cibalia           | _-_           | 25 ottobre    |
| 16 agosto   | _-_         | Rudeš - Sesvete            | _-_           | 25 ottobre    |
| 16 agosto   | _-_         | BSK Bijelo Brdo - Opatija  | _-_           | 25 ottobre    |

| Andata (2ª) | Andata (2ª) | 2ª giornata                | Ritorno (13ª) | Ritorno (13ª) |
|             |             |                            |               |               |
| 23 agosto   | _-_         | Croatia Zmijavci - Opatija | _-_           | 1° novembre   |
| 23 agosto   | _-_         | Sesvete - BSK Bijelo Brdo  | _-_           | 1° novembre   |
| 23 agosto   | _-_         | Cibalia - Rudeš            | _-_           | 1° novembre   |
| 23 agosto   | _-_         | Orijent - Hrvace           | _-_           | 1° novembre   |
| 23 agosto   | _-_         | Jarun - Dugopolje          | _-_           | 1° novembre   |
| 23 agosto   | _-_         | Dubrava - Karlovac         | _-_           | 1° novembre   |

| Andata (3ª) | Andata (3ª) | 3ª giornata                 | Ritorno (14ª) | Ritorno (14ª) |
|             |             |                             |               |               |
| 30 agosto   | _-_         | Karlovac - Croatia Zmijavci | _-_           | 8 novembre    |
| 30 agosto   | _-_         | Dugopolje - Dubrava         | _-_           | 8 novembre    |
| 30 agosto   | _-_         | Hrvace - Jarun              | _-_           | 8 novembre    |
| 30 agosto   | _-_         | Rudeš - Orijent             | _-_           | 8 novembre    |
| 30 agosto   | _-_         | BSK Bijelo Brdo - Cibalia   | _-_           | 8 novembre    |
| 30 agosto   | _-_         | Opatija - Sesvete           | _-_           | 8 novembre    |

| Andata (4ª) | Andata (4ª) | 4ª giornata                | Ritorno (15ª) | Ritorno (15ª) |
|             |             |                            |               |               |
| 6 settembre | _-_         | Croatia Zmijavci - Sesvete | _-_           | 15 novembre   |
| 6 settembre | _-_         | Cibalia - Opatija          | _-_           | 15 novembre   |
| 6 settembre | _-_         | Orijent - BSK Bijelo Brdo  | _-_           | 15 novembre   |
| 6 settembre | _-_         | Jarun - Rudeš              | _-_           | 15 novembre   |
| 6 settembre | _-_         | Dubrava - Hrvace           | _-_           | 15 novembre   |
| 6 settembre | _-_         | Karlovac - Dugopolje       | _-_           | 15 novembre   |

| Andata (5ª)  | Andata (5ª) | 5ª giornata                  | Ritorno (16ª) | Ritorno (16ª) |
|              |             |                              |               |               |
| 13 settembre | _-_         | Dugopolje - Croatia Zmijavci | _-_           | 22 novembre   |
| 13 settembre | _-_         | Hrvac - Karlovac             | _-_           | 22 novembre   |
| 13 settembre | _-_         | Rudeš - Dubrava              | _-_           | 22 novembre   |
| 13 settembre | _-_         | BSK Bijelo Brdo - Jarun      | _-_           | 22 novembre   |
| 13 settembre | _-_         | Opatija - Orijent            | _-_           | 22 novembre   |
| 13 settembre | _-_         | Sesvete - Cibalia            | _-_           | 22 novembre   |

| Andata (6ª)  | Andata (6ª) | 6ª giornata                | Ritorno (17ª) | Ritorno (17ª) |
|              |             |                            |               |               |
| 17 settembre | _-_         | Croatia Zmijavci - Cibalia | _-_           | 29 novembre   |
| 17 settembre | _-_         | Orijent - Sesvete          | _-_           | 29 novembre   |
| 17 settembre | _-_         | Jarun - Opatija            | _-_           | 29 novembre   |
| 17 settembre | _-_         | Dubrava - BSK Bijelo Brdo  | _-_           | 29 novembre   |
| 17 settembre | _-_         | Karlovac - Rudeš           | _-_           | 29 novembre   |
| 17 settembre | _-_         | Dugopolje - Hrvace         | _-_           | 29 novembre   |

| Andata (7ª)  | Andata (7ª) | 7ª giornata                | Ritorno (18ª) | Ritorno (18ª) |
|              |             |                            |               |               |
| 20 settembre | _-_         | Hrvace - Croatia Zmijavci  | _-_           | 14 febbraio   |
| 20 settembre | _-_         | Rudeš - Dugopolje          | _-_           | 14 febbraio   |
| 20 settembre | _-_         | BSK Bijelo Brdo - Karlovac | _-_           | 14 febbraio   |
| 20 settembre | _-_         | Opatija - Dubrava          | _-_           | 14 febbraio   |
| 20 settembre | _-_         | Sesvete - Jarun            | _-_           | 14 febbraio   |
| 20 settembre | _-_         | Cibalia - Orijent          | _-_           | 14 febbraio   |

| Andata (8ª)  | Andata (8ª) | 8ª giornata                 | Ritorno (19ª) | Ritorno (19ª) |
|              |             |                             |               |               |
| 27 settembre | _-_         | Croatia Zmijavci - Orijent  | _-_           | 21 febbraio   |
| 27 settembre | _-_         | Jarun - Cibalia             | _-_           | 21 febbraio   |
| 27 settembre | _-_         | Dubrava - Sesvete           | _-_           | 21 febbraio   |
| 27 settembre | _-_         | Karlovac - Opatija          | _-_           | 21 febbraio   |
| 27 settembre | _-_         | Dugopolje - BSK Bijelo Brdo | _-_           | 21 febbraio   |
| 27 settembre | _-_         | Hrvace - Rudeš              | _-_           | 21 febbraio   |

| Andata (9ª) | Andata (9ª) | 9ª giornata              | Ritorno (20ª) | Ritorno (20ª) |
|             |             |                          |               |               |
| 4 ottobre   | _-_         | Rudeš - Croatia Zmijavci | _-_           | 28 febbraio   |
| 4 ottobre   | _-_         | BSK Bijelo Brdo - Hrvace | _-_           | 28 febbraio   |
| 4 ottobre   | _-_         | Opatija - Dugopolje      | _-_           | 28 febbraio   |
| 4 ottobre   | _-_         | Sesvete - Karlovac       | _-_           | 28 febbraio   |
| 4 ottobre   | _-_         | Cibalia - Dubrava        | _-_           | 28 febbraio   |
| 4 ottobre   | _-_         | Orijent - Jarun          | _-_           | 28 febbraio   |

| Andata (10ª) | Andata (10ª) | 10ª giornata             | Ritorno (21ª) | Ritorno (21ª) |
|              |              |                          |               |               |
| 11 ottobre   | _-_          | Croatia Zmijavci - Jarun | _-_           | 7 marzo       |
| 11 ottobre   | _-_          | Dubrava - Orijent        | _-_           | 7 marzo       |
| 11 ottobre   | _-_          | Karlovac - Cibalia       | _-_           | 7 marzo       |
| 11 ottobre   | _-_          | Dugopolje - Sesvete      | _-_           | 7 marzo       |
| 11 ottobre   | _-_          | Hrvace - Opatija         | _-_           | 7 marzo       |
| 11 ottobre   | _-_          | Rudeš - BSK Bijelo Brdo  | _-_           | 7 marzo       |

| \| Andata (11ª) \| Andata (11ª) \| 11ª giornata \| Ritorno (22ª) \| Ritorno (22ª) \| \| \| \| \| \| \| \| 18 ottobre \| _-_ \| BSK Bijelo Brdo - Croatia Zmijavci \| _-_ \| 14 marzo \| \| 18 ottobre \| _-_ \| Opatija - Rudeš \| _-_ \| 14 marzo \| \| 18 ottobre \| _-_ \| Sesvete - Hrvace \| _-_ \| 14 marzo \| \| 18 ottobre \| _-_ \| Cibalia - Dugopolje \| _-_ \| 14 marzo \| \| 18 ottobre \| _-_ \| Orijent - Karlovac \| _-_ \| 14 marzo \| \| 18 ottobre \| _-_ \| Jarun - Dubrava \| _-_ \| 14 marzo \| |              |                                    |               |               |
| Andata (11ª) | Andata (11ª) | 11ª giornata                       | Ritorno (22ª) | Ritorno (22ª) |
| |              |                                    |               |               |
| 18 ottobre | _-_          | BSK Bijelo Brdo - Croatia Zmijavci | _-_           | 14 marzo      |
| 18 ottobre | _-_          | Opatija - Rudeš                    | _-_           | 14 marzo      |
| 18 ottobre | _-_          | Sesvete - Hrvace                   | _-_           | 14 marzo      |
| 18 ottobre | _-_          | Cibalia - Dugopolje                | _-_           | 14 marzo      |
| 18 ottobre | _-_          | Orijent - Karlovac                 | _-_           | 14 marzo      |
| 18 ottobre | _-_          | Jarun - Dubrava                    | _-_           | 14 marzo      |